# علي غوشمين
علي غوشمين (21 سبتمبر 1976 بباكولود في الفلبين - ) هو لاعب كرة قدم فلبيني في مركز الهجوم. شارك مع منتخب الفلبين لكرة القدم. أما مع النوادي، فقد لعب مع نادي كايا وNegros Occidental F.A. ‏.

## روابط خارجية
- علي غوشمين على موقع قاعدة بيانات كرة القدم.إي يو (الإنجليزية)
- علي غوشمين على موقع قاعدة بيانات كرة القدم.إي يو (الإنجليزية)
- علي غوشمين على موقع ناشيونال فوتبول تيمز (الإنجليزية)